# Astragalus terrae-rubrae
Astragalus terrae-rubrae är en ärtväxtart som beskrevs av Butkov. Astragalus terrae-rubrae ingår i släktet vedlar, och familjen ärtväxter. Inga underarter finns listade i Catalogue of Life.